# Kerámevo
Kerámevo, oud-Grieks voor werken met aarde, is een project in 1993 opgezet door medewerkers van de stichting Okapi in de Nederlandse stad Amersfoort.
Dit hield in dat onder deze naam een galerie gedreven werd in de binnenstad van Amersfoort met het doel Nederlandse keramiek onder de aandacht van het publiek te brengen en te verkopen middels expositie van uiteenlopend werk van professionele keramisten. Ook kregen beginnende keramisten vrijblijvend een maand lang de gelegenheid werk te exposeren in het "Gast-op-tafel" project.
Deze opzet heeft tot eind 2006 bestaan. Daarna is het project in particuliere handen overgegaan en samengevoegd met de bestaande pottenbakkerij van Bisschop ook in Amersfoort. 
Op 18 september 2007 echter is een nieuwe stichting  opgericht genaamd: Kerámevo. 12 december is een nieuwe galerie geopend aan de Langegracht 14.
De stichting streeft een ideëel doel na en wordt gedreven door vrijwilligers.